# Calchaquí (Santa Fé)
Calchaquí é um município de 2ª categoria da província de Santa Fé, na Argentina.